# Mitologia mongola

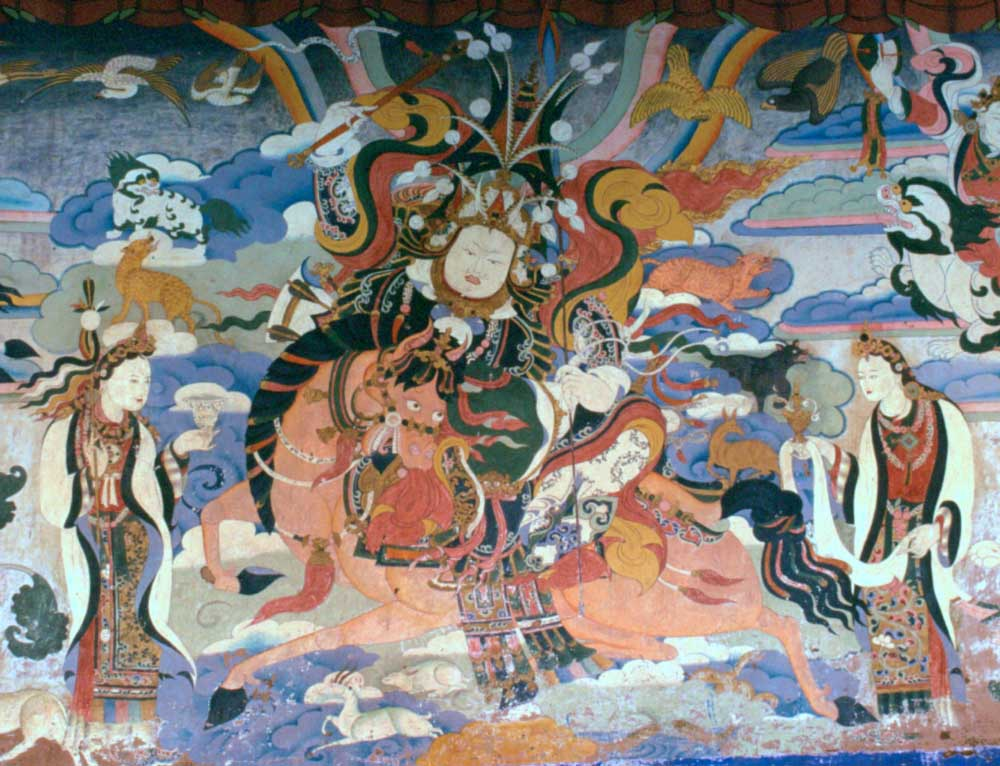
Murale raffigurante re Gesar.

La mitologia mongola è la religione tradizionale dei Mongoli.

## Creazione
Ci sono molti miti della creazione mongoli. Nel più antico, la creazione del mondo è attribuita a una divinità buddhista Lama. All'inizio dei tempi c'era solo acqua, e dal cielo Lama scese su di essa tenendo in mano una verga di ferro con la quale cominciò ad agitarla. Quando iniziò ad agitare l'acqua, l'agitazione provocò un vento e un fuoco che causarono un ispessimento al centro delle acque per formare la terra. Un'altra narrazione attribuisce anche la creazione del cielo e della terra a un lama chiamato Udan. Udan iniziò separando la terra dal cielo, e poi dividendo cielo e terra in nove piani e creando nove fiumi. Dopo la creazione della terra stessa, fu creata la prima coppia maschio e femmina dall'argilla. Diventerebbero i progenitori di tutta l'umanità.
In un altro esempio il mondo cominciò come un gas agitato che divenne sempre più caldo e umido, facendo precipitare una pioggia pesante che creò gli oceani. Polvere e sabbia emersero in superficie e divennero la terra. Un altro racconto narra che il Buddha Sakyamuni scrutò la superficie del mare in cerca di un mezzo per creare la terra e avvistò una rana d'oro. Dal suo lato est, Buddha trapassò la rana con una freccia, facendola ruotare e rivolgersi verso nord. Dalla sua bocca scoppiò il fuoco e dalla sua groppa scorse l'acqua. Buddha gettò sabbia dorata sulla sua schiena che divenne terra. E questa fu l'origine dei cinque elementi terreni, legno e metallo dalla freccia, fuoco, acqua e sabbia dal corpo della rana. Questi miti risalgono al XVII secolo quando in Mongolia fu fondato lo sciamanesimo giallo (il buddismo tibetano che utilizzava le forme sciamaniche). Lo sciamanesimo nero e lo sciamanesimo bianco dei tempi pre-buddisti sopravvive solo nella Mongolia dell'estremo nord (attorno al lago Khuvsgul) e nella regione attorno al lago Baikal, dove la persecuzione lamaista non era stata efficace.

## Divinità
- Bai-Ulgan ed Esege Malan sono divinità creatrici.
- Ot è la dea del matrimonio.
- Tung-ak è il dio protettore dei capi tribali.
- Erlig Khan (Erlik Khan) è il re dell'oltretomba.
- Daichin Tengri è il dio rosso della guerra al quale i soldati nemici erano talvolta sacrificati durante le campagne di guerra.
- Zaarin Tengri è uno spirito che dà a Khorchi (nella Storia segreta dei Mongoli) la visione di una mucca che muggisce "il cielo e la terra hanno accettato di far diventare Temujin (in seguito Genghis Khan) il signore della nazione".
- Il dio celeste Tengri è attestato dagli Xiongnu del II secolo a.C. Gli Xiongnu potrebbero non essere mongoli ma Tengri è comune a vari popoli dell'Asia centrale, inclusi i Mongoli.

Il lupo, il falco, il cervo e il cavallo erano importanti animali simbolici.

## Creature leggendarie
Una tipica creatura leggendaria che, secondo la tradizione abita le montagne mongole,  viene chiamata Alma.

## Testi e miti
Gli üliger sono racconti epici tradizionali e l'Epopea del re Gesar è condivisa con gran parte dell'Asia centrale e del Tibet.
L'Epopea del re Gesar (Ges'r, Kesar) è un'epopea religiosa mongola su Gesar (noto anche come Bukhe Beligte), profeta del tengrismo.